# 馬祖舞影
馬祖舞影是一部2000年拍攝的紀錄片，由簡偉斯拍攝，透過反思自己朋友的一封信，帶起關於馬祖的在地人物，如何透過基礎教育、地方鄉土教學、地方創生的再造來改善在地的人文社會經濟環境。
2024年起，台灣獨立紀錄片影展將此部影片列為離島巡迴的影片，又激起許多的討論與思考。

## 獲獎紀錄[4]
- 2000 台北電影節獨立創作競賽紀錄片類入圍
- 2000 台灣國際紀錄片雙年展觀摩
- 2001 韓國女性影展短片競賽入圍
- 2001 第38屆金馬獎最佳紀錄片提名（與「流離島影」系列共同入圍）